# Waukon
Waukon är administrativ huvudort i Allamakee County i Iowa. Vid 2010 års folkräkning hade Waukon 3 897 invånare.